# Moly Kane
Moly Kane est un réalisateur et scénariste sénégalais né à Pikine (Sénégal), en 1986.
Son premier court métrage, autobiographique, Moly est produit par Euzhan Palcy, et projeté au Festival de Cannes de 2011.
Membre fondateur du festival Ciné Banlieue Dakar et instigateur de Dakar court, Festival de court métrage de Dakar, Moly Kane est aussi le créateur de la maison de production Babubu films.
En 2018, il est nommé chevalier de l’ordre national du mérite sénégalais.

## Biographie

### Parcours et formation
En 2008, il suit une formation en écriture audiovisuelle au Sénégal à cinébanlieue sous la houlette du cinéaste Abdel Aziz Boye. Elle est suivie par une formation à la Fémis sur l’écriture documentaire avec le soutien du Ministère des Affaires étrangères français.
Son court métrage autobiographique Moly (il souffre d’un handicap physique depuis son enfance) lui permet de rencontrer lors du Festival mondial des arts nègres de 2010 la réalisatrice Euzhan Palcy qui décide de le prendre sous son aile. Elle lui offre une prothèse pour qu'il n'ait plus à marcher avec deux béquilles et propose au festival de Cannes de passer Moly, mais il faut pour cela un remake du film qui « n'est pas assez solide ». Moly Kane, qui reste le réalisateur, accepte « en disant qu’il considérerait le premier comme un brouillon ». Euzhan Palcy envoie à Dakar une petite équipe à cette intention. Le film passe finalement en première partie de Rue Cases-Nègres à Cannes Classics au festival de Cannes en 2011.
En 2016, il est diplômé de l'Université des Antilles Guyane de la Martinique (DAEU Option art et culture), ce qui lui permet de valider ses acquis et de lui offrir une autre perspective sur le cinéma.
En 2018, il devient le président de l’association Cinémarekk qui regroupe un ensemble de collectifs de cinéma au Sénégal et en Gambie. La pluralité des courts métrages produits par les membres de cette association ainsi que les différents réalisateurs qu'il rencontre au cours de ses voyages le poussent à créer un festival international de courts métrage à Dakar, la première édition se déroulant en décembre 2018. Il regroupe une grande partie des porteurs de projets sénégalais mais aussi du continent entier.
Durant son parcours, il réalise deux documentaires, dont un à Paris, Vivons ensemble et un à Dakar, Guinaw Rails au bout. Il participe également à différents projets cinématographiques en tant qu’assistant réalisateur et chef de projet en France, Allemagne, Roumanie et Sénégal.

## Films et distinctions
- 2007 : Li ci Laago : moyen métrage (théâtre) sorti à la télé sénégalaise RDV.
- 2011 : Moly : court métrage de fiction autobiographique, écrit et réalisé par Moly Kane, produit par Euzhan Palcy[8]
- 2012 : Vivons ensemble : court métrage documentaire réalisé à Paris[1]
- 2013 : Guinaw Rails au bout, court métrage documentaire réalisé à Dakar[1]
- 2015 : Muruna : court métrage fiction produit par Babubu Film Production[9]
- 2017 : Goom bi (la plaie)[10], court métrage fiction[11]
- 2018 : Les Tissus blancs (Sër bi[12]), court métrage fiction[13],[7], Poulain d'or au FESPACO 2021[14]